# Hato-Quero
Hato-Quero (Hatu-Quero, Hatuquero, Hatoquero) ist eine osttimoresische Aldeia im Suco Mauchiga (Verwaltungsamt Hatu-Builico, Gemeinde Ainaro). 2015 lebten in der Aldeia 425 Menschen.

## Geographie und Einrichtungen
Die Aldeia Hato-Quero befindet sich im Nordosten des Sucos Mauchiga. Südwestlich liegt die Aldeia Goulora und westlich die Aldeia Mauchiga. Im Norden grenzt Hato-Quero an den Suco Mulo, im Nordosten  an das Verwaltungsamt Maubisse mit seinem Suco Aituto und im Osten und Südosten an das Verwaltungsamt Same (Gemeinde Manufahi) mit seinen Sucos Letefoho und Holarua. Die Grenze zu Mulo bildet der Fluss Belulik. Im Süden erhebt sich die Kette der Cablac-Berge mit Höhen über 2000 m. An der Grenze zu Letefoho liegt der Berelaca (2491 m, 08° 57′ S, 125° 36′ O), der höchste Gipfel der Cablac-Berge.
Im Zentrum der Aldeia liegt das Dorf Hato-Quero mit dem Sitz der Aldeia.

## Geschichte
Der Suco Mauchiga war 1982 der Schauplatz von Kämpfen zwischen der FALINTIL und den indonesischen Besatzern.
Am 6. Juli 1982 planten die FALINTIL und lokale Widerstandsgruppen eine Reihe von Angriffen auf indonesische Militärposten in der Umgebung von Mauchiga. Die Pläne wurden verraten. Am 10. Juli begannen die Streitkräfte Indonesiens unter anderem jedes Haus in Hato-Quero zu durchsuchen. Es kam zu Verhaftungen. Nachdem die FALINTIL am 20. August im sogenannten Cabalaki-Aufstand mehrere indonesische Stützpunkte überfallen hatte, folgten Vergeltungsaktionen der Indonesier. Bis zum 24. August zerstörten und plünderten die Truppen die Dörfer der Region. Bis Januar 1986 wurden 464 Einwohner des Sucos (etwa 20 % der Bevölkerung) zwangsumgesiedelt. Auch zahlreiche Vergewaltigungen in dieser Zeit wurde dokumentiert.